# ケイシー・デサンティス
ジル・ケイシー・デサンティス（Jill Casey DeSantis, 旧姓: ブラック（Black）, 1980年6月26日 - ）は、元テレビ番組司会者、フロリダ州ファーストレディである。夫は第46代フロリダ州知事のロン・デサンティスである。

## 生い立ちと教育
ジル・ケイシー・ブラックはオハイオ州トロイで生まれた。彼女はカレッジ・オブ・チャールストンで経済学のBachelor of Scienceを得て卒業した。副専攻はフランス語であった。

## キャリア

### テレビ
デサンティスはキャリア初期にゴルフ・チャンネルの番組『On The Tee』と『PGA Tour Today』の司会を務めた。またフロリダ州ジャクソンビルの独立系局であるWJXTでローカル・ニュースキャスターとアンカーも務めていた。彼女はそこで一般記者、朝のアンカー、警察記者を含む仕事をしていた・さらにCNNを含む特別記者も務めていた。
2014年、デサンティスはテグナのジャクソンビルの局であるWTLV（NBC）とWJXX（ABC）で放送された1時間ラウンドテーブル・パネルディスカッション・トーク番組『The Chat』でクリエーター・モデレーターを務めました。また地元のトーク番組『First Coast Living』、起業家に関する番組『The American Dream』を毎週司会していた。デサンティスは高校のフットボール選手であるJ・T・タウンゼントについてのテレビドキュメンタリー『Champion, The JT Townsend Story』の脚本・製作を務めていた。さらにサンスコット・エミー賞を受賞した。
2018年に『フロリダ・ポリティクス』はケイシーを「ジャクソンビルのテレビで最も認知度の高い顔の1つで、2つのローカルニュース事業でロングランを続けている」と評した。

### フロリダ州ファーストレディ

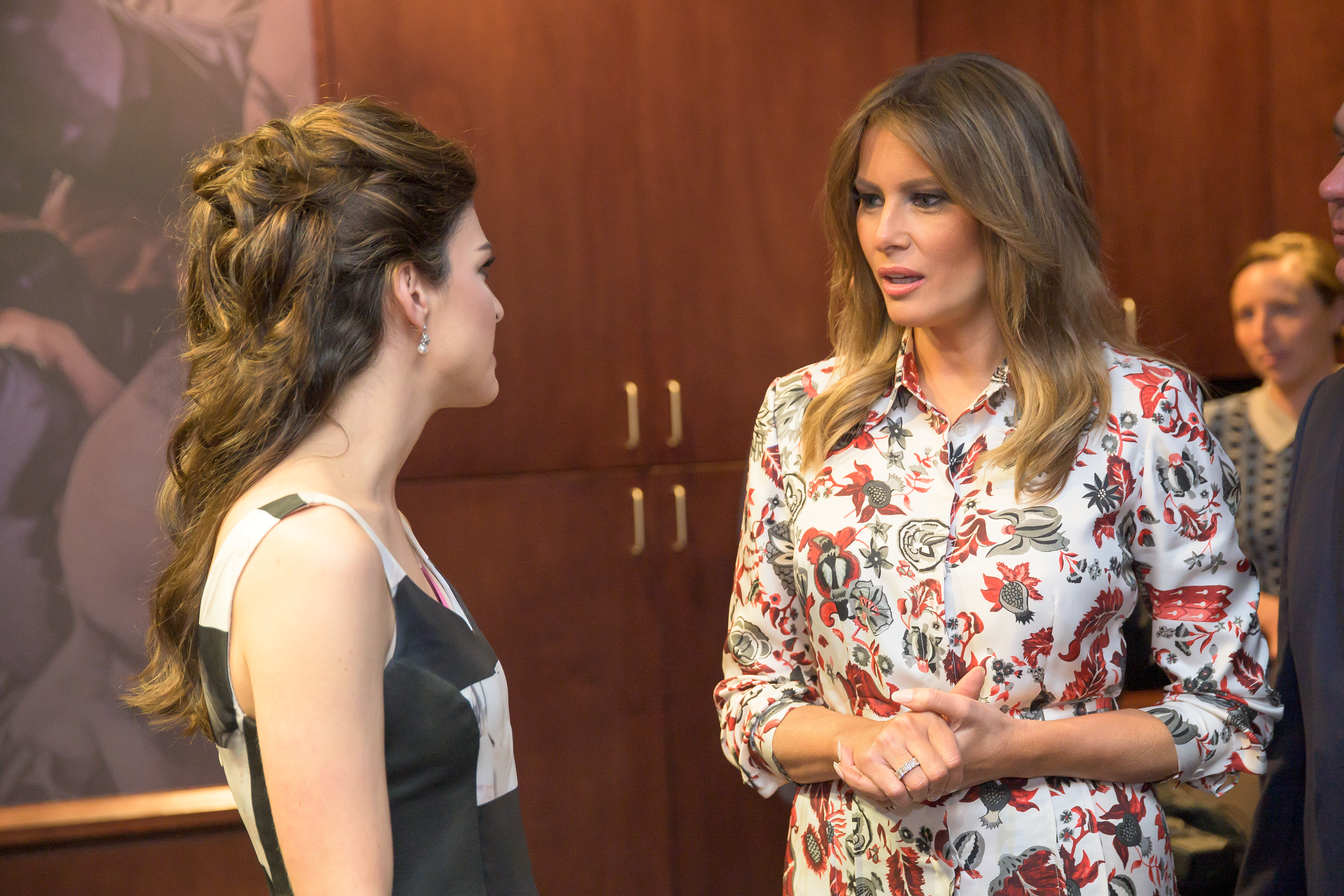
デサンティスとメラニア・トランプ

2019年2月、デサンティスは勇気・献身・奉仕のためのファーストレディ・メダルを設立した。その直後に彼女はフロリダ州の2019年の黒人歴史月間のテーマを「セレブレーティング・パブリック・サービス」と発表し、夫と共に知事公邸でフロリダ州黒人歴史月間学生コンテストの受賞者と優秀教育者省の受賞を表彰した。デサンティスはザ・ハイウェイマンの唯一の女性メンバーであるメアリー・アン・キャロルをその月のフロリダ州注目のアーティストとして認定した。
デサンティスは赤潮の影響に対処するためにリカバリー・レッドフィッシュ・リリースに参加した。彼女は「私は我々の水が家族、訪問者、経済のために安全でなければならないと理解しているフロリダ中の人々から聞いた」と述べた。デサンティスはベネズエラ、ハリケーン救済、精神衛生に関するリスニング・セッションを開催した。
2019年8月、デサンティスはフロリダ州子供・青少年内閣で議長として初会合を主催した。

## 私生活
彼女は当時メイポート海軍補給基地で海軍士官だったロン・デサンティスとゴルフ場で知り合った。2人は2010年9月に結婚した。2人のあいだには娘が2人、息子が1人いる。
2021年10月4日、彼女が乳がんと診断されたことを夫が発表した。2022年3月3日、彼は彼女ががんではないことを発表した。